# Goat Simulator
Goat Simulator је акциона видео игра из перспективе трећег лица коју је развио и објавио Coffee Stain Studios. Објављен је за Мајкрософт Виндовс у априлу 2014, а портови за Линукс и OS X објављени су у јуну 2014. Мобилне верзије за Андроид и IOS објављене су у септембру 2014. Верзије за Xbox 360 и Xbox One су објављене у априлу 2015, а за Плејстејшн 3 и Плејстејшн 4 у августу 2015; ове луке је развио Double Eleven. Верзија за Нинтендо Свич која садржи игру и садржај за преузимање објављена је у јануару 2019.
Програмер је игру упоредио са играма скејтборда, али где играч контролише козу са циљем да направи што је могуће више штете око отворене мапе света, без икаквих других већих циљева. Игра, која је првобитно развијена као прототип шале из интерног застоја игре и приказана у раном алфа стању у видео снимцима на Јутјубу, наишла је на узбуђење и пажњу, што је навело студио да изгради игру у стање које се може ослободити, док је и даље задржао различите неразбијане грешке и кварови за одржавање вредности игре за забаву.
Игра је добила различите критике; неки рецензенти су похвалили наслов јер пружа духовит интерфејс сандбокса за експериментисање, док су други критиковали ослањање игре на друштвене медије да популарише оно што је иначе био једноставан производ са грешкама.
Наставак, Goat Simulator 3, објављен је у новембру 2022. године.

## Играње
Goat Simulator је отворена игра из трећег лица у којој играч контролише козу по имену Пилгор. Играч је слободан да истражује свет игре – окружење у предграђу – као коза, и скаче, трчи, удара стварима и лиже предмете. Лизање предмета причвршћује козји језик за предмет и дозвољава играчу да вуче предмет док га не пусти. У било ком тренутку, играч може пустити козу да се спусти у модел лутке, дозвољавајући физици игре да преузме контролу, а друга контрола покреће игру у успореном снимку. Бројне карактеристике животне средине омогућавају играчу да манипулише козом у вратоломије као што је одбијање од трамполина или лансирање козе у ваздух кроз велике вентилаторе. Игра има систем бодовања сличан играма скејтборда као што је Tony Hawk's Pro Skater, при чему се извођењем трикова или других радњи зарађују поени, док повезивање таквих трикова заједно у низу помаже у изградњи множитеља који се примењује на укупан резултат трикова изведених у низу. Играчу се дају различити циљеви у игри, као што је постизање одређене висине, довршавање преокрета или уништавање одређених објеката, али од играча се не захтева да следи ова упутства.
Мале златне статуе козе су скривене у свету игре. Мутатори се постепено откључавају добијањем статуа. Мутатори се могу мењати у главном менију игре. Сваки додаје јединствену механику и/или изглед стандардној кози, као што је промена модела козе у демонску козу, жирафу или ноја, или додавање млазног ранца кози који се може активирати у било ком тренутку. Различита ускршња јаја су разбацана по сендбоксу, као што је замак у коме се може постати краљица свих коза или где лик козе добија потез сличан окретном нападу јежа Соника. Главни програмер игре Армин Ибрисагић је након објављивања приметио да је окружење игре пародија на концепт Чистилишта, остављајући референце на рај и пакао које су касније пронашли фанови. Ибрисагић је такође приметио укључивање неких елемената заснованих на украјинској револуцији 2014.

## Развој
Goat Simulator је почео као прототип шале са интерне једномесечне игре коју је одржао Coffee Stain Studios у јануару 2014. године, након што је завршио рад за њихову игру Sanctum 2. Игру је главни програмер Армин Ибрисагић описао као „стару школску игру клизања, осим што уместо да будеш клизач, ти си коза, и уместо да изводиш трикове, уништаваш ствари“. Идеја је уследила након што је првобитно представљена игра као варијација QWOP-а, где би играч контролисао појединачне удове козе одвојено помоћу различитих тастера на тастатури; овај концепт је одбачен у корист више Tony Hawk's Pro Skater типа игре који представља финална игра. Ибрисагић се фокусирао на козе након што је у шали покушао да убеди своје колеге да ће козе привући виралну пажњу на интернету на исти начин на који мачке тренутно чине.
Прототип је користио Nvidia PhysX и Apex физички погон са рагдол физиком за моделе коза и људи у оквиру Unreal Engine 3, игрице са којом су били упознати из серије Sanctum. Средства у игри су купљена од добављача трећих страна уместо да се развијају у кући, као што је оригинални модел козе који је студио набавио за коришћење за мање од 20 долара. Прототип је требало да буде пародија на разне друге "чудно успешне" игре симулације које су тренутно доступне, као што је Euro Truck Simulator. Ибрисагић није имао намеру да ово постане пун наслов, већ је само понудио прототип за њега и друге програмере да науче Unreal Engine заједно са другим програмерима који су озбиљније развијали прототипове.
Снимак игре у њеном алфа стању је на Јутјуб поставио Coffee Stain, где је за два дана добила више од милион прегледа и велики одговор фанова који су захтевали потпуно пуштање игре, делом због разних кварова у мотору прототипа. Привлачност видеа покупио је и пољопривредни часопис Modern Farmer. Неки новинари су предложили да се наслов развије у пуну игру чак и знајући да је замишљен као шаљиви наслов; Уредник GameSpot Дени О'Двијер подржао је потпуно издање игре тврдећи да би „игре с времена на време требало да буду глупе“.
Велики позитиван одговор на алфа снимак убедио је студио да развије Goat Simulator као потпуни наслов за Стим, стављајући више људи на наслов. Тим, који нема планове за потпуно издање, расправљао је о томе да ли да се обрати великом издавачу да добије средства како би помогао да се наслов претвори у нешто попут Grand Theft Auto, али је одлучио да остане при малом, јефтином наслову који би био вернији тизер видео. Препознајући да је квар био део привлачности игре, Ибрисагић је само покушао да поправи софтверске грешке које би могле да доведу до пада игре, остављајући остале грешке повезане са физичким мотором јер су резултати из њих били „заиста урнебесни“. Ограничили су се на кратко време развоја од четири недеље без значајног надзора управе како би поставили хитан, али реалан циљ да игру доведу у стање за игру. Ибрисагић је сматрао да је важно да игра буде подржана на Стиму, али се у почетку плашио да Валв неће прихватити необичан наслов. Уместо тога, открио је да Валв поздравља титулу, укључујући и шаљиви одговор компаније у којем се наводи да је „[Валвов маркетинг менаџер ДЈ Пауерс] почео да носи костим козе на посао да је толико узбуђен због ове игре“. Као део свог издања, Coffee Stain је додао подршку за Steam Workshop која би омогућила играчима да модификују игру, свесни да ће играчи вероватно креирати нивое и сценарије који ће кварити и срушити игру ради шаљивих резултата. Док физички мотор омогућава спектакуларно приказивање уништавања окружења игре, што је главна карактеристика игре, Coffee Stain је признао лошу страну овога јер би се „ужасно синхронизовао у мултиплаиеру“. Проценили су да би додавање за више играча уклонило "90 посто физике" и многе друге карактеристике, и оставили су игру као наслов за једног играча при лансирању. Студио је сматрао да је потрошио само неколико месеци да доврши верзију за Виндовс, и одлучио је да ангажује верзије за OS X и Линукс, а да је Рајан Гордон управљао преносом.

### Издање и промоција
Coffee Stain Studios је објавио Goat Simulator широм света 1. априла 2014. године, свесни да повезивање датума са Првим априлом може изазвати сумњу у валидност игре. Они који су унапред наручили игру преко веб странице Coffee Stain добили су рани приступ наслову три дана пре објављивања. Званични трејлер за Goat Simulator је слободна пародија најавног трејлера за Dead Island који, међу снимцима игре, приказује преокренути успорени снимак козе како се судара кроз зграду након што је лансирана са експлодирајуће бензинске пумпе.
Студио је издао бесплатну експанзију и печ за игру 3. јуна 2014., која је, поред решавања проблема са разбијањем игрица, додала нове моделе коза, нову мапу за истраживање засновану на приморском граду са карневалом, више проблема који разбијају игре, и локални мултиплаиер за до 4 играча преко подељеног екрана. Ибрисагић верује да ће додавање подршке за више играча уз подршку за Steam Workshop омогућити креативним корисницима да развију нове режиме играња који ће проширити могућност играња наслова. Закрпа такође додаје додатне контроле које играч може да користи да натера козу да изводи различите трикове слободним стилом упоредивим са онима у Tony Hawk's Pro Skater. Студио је издао другу бесплатну печ за игру 20. новембра 2014. под називом „Goat MMO Simulator“, која је укључивала режим игре који је пародирао масовне онлајн игре за више играча као што је World of Warcraft, док је остао за једног играча или локално искуство за више играча.
Проширење плаћеног садржаја под називом „GoatZ“ објављено је 7. маја 2015. као садржај за преузимање за игру на личним рачунарима и самостална апликација за мобилне уређаје. Развио га је партнерски студио Gone North Games компаније Coffee Stain. Садржај проширења лажира игре за преживљавање засноване на зомбијима, као што је DayZ, и укључује нову мапу и аспекте играња као што су борба против зомбија и прављење. Сам наслов игра од DayZ-а као и игра на интернетском миму Goatse.cx. У унакрсном промотивном ажурирању „GoatBread“ са Bossa Studios-ом I Am Bread које ће бити понуђено крајем 2015. године, бесплатно ажурирање Goat Simulator-а ће омогућити играчима да изаберу комад хлеба као свој аватар, док ће I Am Bread додати режим „RAMpage“ заснован на Goat Simulator. Још један додатак, пакет "Super Secret DLC" део унакрсне промоције са Payday 2 компаније Overkill Software; садржај инспирисан Payday-ом за Goat Simulator укључивао је додатне ликове за игру укључујући камилу, фламинга и делфина у инвалидским колицима, док ће садржај Goat Simulator-а бити додат Payday 2. Они су објављени у јануару 2016. Декоративни садржај Гоат Симулатора је додат у Rocket League у ажурирању средином 2016. Још једно проширење, "Waste of Space", поново је развио Gone North Games и објављен 26. маја 2016. Експанзија садржи нову мапу засновану на свемирској колонији и лажира већину недавног жанра научне фантастике.
Портови за OS X и Линукс објављени су 27. јуна 2014. Након дигиталног издавања игре, Koch Media је пристао да дистрибуира игру у малопродајним објектима у Великој Британији и ЕУ почевши од маја 2014. Слично томе, Deep Silver се обратио Coffee Stain Studios-у да разради уговор за објављивање наслова на малопродајним тржиштима Северне Америке почевши од јула 2014. На Мајкрософтовој презентацији на Gamescom конвенцији 2014. у августу, Goat Simulator је најављен као један од неколико наслова који ће доћи на Xbox One платформу уз помоћ Double Eleven студија, а касније је потврђено да стиже и за Xbox 360, са обе верзије објављене 17. априла 2015. Koch Media је такође дистрибуирао малопродајну верзију Xbox One верзије, укључујући сав додатни садржај за преузимање, широм Европе за објављивање 4. марта 2016. Coffee Stain Studios је такође објавио портове за iOS и Андроид у септембру 2014. Сваки DLC је засебна апликација за iOS и Андроид, а сваки (осим Goat Simulator: Payday) укључује мапу која је ексклузивна за мобилне уређаје. Верзије за Плејстејшн 3 и Плејстејшн 4, које је такође пренео Double Eleven, објављене су 11. августа 2015.
Куповином Coffee Stain-а преко THQ Nordic AB 14. новембра 2018. године, објављено је да ће бити објављена Нинтендо Свич верзија Goat Simulator-а. Goat Simulator: The GOATY, који укључује сва проширења до данас, објављен је 23. јануара 2019.

## Пријем
Goat Simulator је добио "мешовите" рецензије по објављивању, према агрегатору прегледа видео игара Метакритик. Goat Simulator је именован као почасна награда за изврсност у звуку на Фестивалу независних игара 2015.
Дан Вајтхед из Eurogamer-а похвалио је Coffee Stain Studios због уградње довољно садржаја Goat Simulator-а и потенцијалног проширења путем Стима како би то доказао више од обичног наслова шале, и уместо тога кратку диверзију „у којој је играч вољан учесник“. Ден Стејплтон из ИГН-а је сматрао да је наслов „паметна интерактивна варка све покварене физике игара коју смо видели у отвореним световима“ и упркос томе што је кратак, био је „паклено добар провод“. Тим Тури из Game Informer-а изјавио је да би први сат са игром био забаван, али због недостатка експанзивнијих функција, „ је [не] препоручује свима који траже више од забаве за једнократну употребу“. Стив Тили из Торонто Сана описао је игру као игру у којој ће се „већина играча забављати неколико сати, а затим је одложити као повремену новину коју ће извући када им је посебно досадно“.
Рич Стентон из Гардијана био је веома критичан према Goat Simulator-у, напомињући како је наслов самосвестан свог лошег квалитета, и навео да креирање и промоција игре „показује како друштвени медији и интернет појачавају наше склоности лежећи на леђима“. Енди Кели из PC Gamer-а такође је био критичан према наслову, називајући га „лошом, аматерском и досадном игром“, и сматрао је да је њена популарност само захваљујући преношеним видео снимцима и Јутјуб видео записима који су мамили играче да сами купе игру.
Иако су критике биле различите, игра се показала популарном међу играчима. Алфа снимци игре, као и видео снимци Let's Play серијала на копијама пре издања, као што су Пјудипај и Фернанфло, изазвали су велику потражњу за игром пре објављивања. Ибрисагић је навео да је Coffee Stain Studios вратио новац на трошкове развоја у року од неколико минута након што је игра понуђена на Стиму. Од августа 2014, студио је известио да је продато скоро милион примерака Goat Simulator-а, надмашујући њихове друге игре у претходне четири године. Издање за мобилне уређаје за iOS и Андроид системе достигло је 100.000 преузимања у року од 6 дана од лансирања. До средине јануара 2015. продато је преко 2,5 милиона примерака игре на свим платформама. Током презентације на Конференцији програмера игара 2016., Ибрисагић је открио да је Goat Simulator остварио више од 12 милиона долара прихода, у поређењу са Sanctum-ом и Sanctum-ом 2 који су зарадили мање од 2 милиона долара. Goat Simulator је виђен као ометајући наслов за разлику од типичних ААА наслова; Извршни директор Парадокс-а Фредрик Вестер сматрао је да треба да објаве више игара попут Goat Simulator-а, наводећи „Морате имати предност, и зато кажем 'више Goat Simulator а мање Call of Duty' за Парадокс, јер нам је потребна предност. Лакше је изаћи и пласирати се, лакше је показати шта радиш“ и додао да су „Људи уморни од експлозија и дабстеп музике. Видели смо то милион пута.” 
Са успехом игре, Coffee Stain Studios је радио на лиценцирању некретнина на тему Goat Simulator-а са независним добављачима. Такође је омогућило студију да постане издавач видео игара за мање студије 2017.
Неколико игара је уследило у покушају да се ухвати исти глупи стил игре са непредвидивим физичким машинама као Goat Simulator, укључујући Bear Simulator и I Am Bread. Goat Simulator као и Surgeon Simulator из 2013. често се сматрају првим примерима „Јутјуб мамац“ игара, намерно дизајнираних да привуку публику која гледа игру која се игра, али им недостају било какве вредности за игру.

## Наставак
Наставак је најављен у јуну 2022. током Summer Game Fest-а, за Виндовс, Плејстејшн 5 и Xbox Series X/S крајем 2022. године. Биће назван Goat Simulator 3, прескочивши назив Goat Simulator 2. Goat Simulator 3 ће укључити подршку за онлајн мултиплејер за четири играча, укључујући неколико мини-игара за режиме за више играча. Игру ће развијати Coffee Stain North, која је раније радила са неким од пакета за проширење за игру. Тизер је био пародија на тизер Dead Island 2.